# Popyt inwestycyjny
Popyt inwestycyjny – wielkość zamierzonych (planowanych do poniesienia) przez przedsiębiorstwa powiększeń stanu kapitału trwałego oraz stanu zapasów.
Popyt inwestycyjny zależy przede wszystkim od przewidywań co do kształtowania się popytu na produkty przedsiębiorstw. Przedsiębiorstwa dokonują inwestycji, tzn. kreują popyt inwestycyjny, m.in. ponieważ przewidują możliwości opłacalnego rozszerzenia skali produkcji lub zakładają, że poniesienie inwestycji pozwoli im na obniżenie kosztów produkcji.